# Nils Hosse
Nils Alexander Hosse, född 5 februari 1910 i Nyköpings västra församling, Nyköping död 18 juli 1986 i Svärta församling, Nyköping, var en svensk målare och tecknare.
Han var son till källarmästaren Nils Hosse och Anna Norén. Hosse var elev vid Sveriges litografiska tryckeriers ateljé 1930–1931 och vid Nils Adlers nya målarskola 1936–1937. Därefter studerade han vid Otte Skölds målarskola 1937–1939. Separat ställde han bland annat ut i Lidingö och på Vänersborgs museum. Tillsammans med Inga Tancred ställde han ut i Trollhättan 1953. Hans konst består av porträtt, enskilda blommor och landskap med en stark dekorativ betoning. Som illustratör illustrerade han Enid Blytons Mysterieböckerna.